# Pseudotachidius similis
Pseudotachidius similis är en kräftdjursart som beskrevs av T. Scott 1902. Pseudotachidius similis ingår i släktet Pseudotachidius och familjen Thalestridae. Inga underarter finns listade i Catalogue of Life.